# Q (Mr.Children)
Q es el nombre del noveno álbum de la banda de rock japonés Mr. Children, que fue lanzado el 27 de septiembre del año 2000
Este álbum es mucho más ácido que los anteriores, los temas no son del todo rock&pop y de hecho algunos están más orientados al rock psicodelico, volviendo a retomar, en parte, algunas de sus influencias más antiguas como Los Beatles y KAN. El nombre del álbum se debe a la primera letra de la palabra inglesa "Quality" (en español significa Calidad)
Si bien este álbum no es uno de los más vendidos desde que se hicieron populares en Japón, sí muestran una actitud diferente a la hora de composición, creando ritmos simples pero con la diferencia que comienzan a usar acordes y arpegios más elaborados y una instrumentalización de una manera más limpia y ordenada.

## Acerca del álbum
Antes de la salida de este álbum, se filtró a la prensa que podría llamarse "Nine" (Nueve) o "Q", sin embargo el vocalista de la banda Kazutoshi Sakurai cuando se enteró de esto y restándole importancia al asunto dijo: "Si ese fuese el título del álbum, realmente sería un absurdo", cuando se conoció el nombre definitivo del álbum el público japonés quedó impactado, sobre todo por lo dicho de Sakurai.
Muchos consideran que, temática e iconográficamente, este álbum contrasta con el anterior de la banda (llamado DISCOVERY)
Este es el primer álbum de la banda que no alcanzó el primer lugar de ventas en su primera semana en el mercado desde 1994, esto se debió a que en esa misma semana fue lanzado el álbum Duty de Ayumi Hamasaki, el cual ostentó el primer lugar. 

## Lista de canciones
1. «CENTER OF UNIVERSE»
2. «Sono Mukou He Ikou»
3. «NOT FOUND»
4. «Slow Starter»
5. «Surrender»
6. «Tsuyogari»
7. «12 Gatsu no Central Park Blues»
8. «Tomo To Coffee To Uso To Ibukuro»
9. «Road Movie»
10. «Everything is made from a dream»
11. «Kuchibue»
12. «Hallelujah»
13. «Yasurageru Basho»
14. «Heavenly Kiss» (Bonus track)
15. «1999-nen, Natsu, Okinawa» (Bonus track)

Los temas incluidos en el álbum, que fueron difundidos a través de sencillos, televisión o radio fueron: Kuchibue (Single), NOT FOUND (Aparece en el sencillo homónimo y es el tema de apertura de la novela japonesa BUS STOP), Surrender (C/W del Single I'LL BE) y Everything is made from a dream (Usado para promocionar los comerciales del Mr.Children Alternative Q TOUR 2000 supported by BIG GLOBE)
Aparte de los temas que aparecen en el álbum también fueron grabados en ese periodo de tiempo los temas Heavenly Kiss (C/W del sencillo Kuchibue) y 1999-nen, Natsu, Okinawa (C/W del sencillo NOT FOUND)
En algunas páginas que venden discos de procedencia japonesa por internet, ofrecen versiones de este álbum que incluyen los temas que no aparecieron dentro del álbum original como Bonus Tracks.
- Datos: Q2758052